# Горбуновка (Кемеровская область)
Горбуновка — упразднённый посёлок в Промышленновском районе Кемеровской области. На момент упразднения являлся администратвиным центром Горбуновского сельского поселения. В 1968 году включен в состав укрупненного посёлка Плотниково и исключён из учётных данных.

## География
Посёлок располагался в истоке реки Верхняя Караколь (приток реки Караколь), у железнодорожной станции Плотниково Западно-Сибирской железной дороги. В настоящее время представляет собой восточную часть посёлка Плотниково.

## История
Основан в 1916 г. По данным на 1926 год посёлок Горбуновский состоял из 74 хозяйств. В административном отношении входил в состав Плотниковского сельсовета Щегловского района Кузнецкого округа Сибирского края.
Решением Кемеровского ОИК № 131 от 26 марта 1968 года посёлок Горбуновка объединен с посёлком Плотниково; Горбуновский сельсовет переименован в Плотниковский.

## Население
По переписи 1926 г. в посёлке проживало 250 человек (162 мужчины и 188 женщин), основное население — русские.